# كولومبيا (كارولاينا الجنوبية)
كولومبيا (بالإنجليزية: Columbia)‏ هي عاصمة ولاية كارولينا الجنوبية الأمريكية وثاني أكبر مدينة فيها، حيث قدر عدد السكان بنحو 134,309 نسمة حسب تقديرات عام 2016. وهي أيضا مقر مقاطعة ريتشلاند، ويمتد جزء من المدينة إلى مقاطعة ليكسينغتون المجاورة. المدينة هي مركز منطقة كولومبيا العاصمة الإحصائية، التي بلغ عدد سكانها 767,598 حسب تعداد الولايات المتحدة عام 2010. اسم كولومبيا هو مصطلح شعري يستخدم لوصف الولايات المتحدة، وأتى من اسم كريستوفر كولومبوس.
تبعد المدينة حوالي 13 ميلا (21 كم) شمال غرب المركز الجغرافي لولاية كارولينا الجنوبية، وهي المدينة الرئيسية في منطقة ميدلاندز في الولاية. وتقع عند ملتقى نهر سالودا ونهر برود، ويندمجان في كولومبيا ليشكلا نهر كونغاري. كولومبيا هي مقر جامعة كارولينا الجنوبية، الجامعة الرائدة في الولاية وأكبر جامعة فيها، وهي أيضا موقع فورت جاكسون، أكبر منشأة تدريب أساسي للجيش الأمريكي. كانت المدينة مقر مؤتمر انفصال ساوث كارولينا في عام 1860، والذي شهد خروج أول ولاية عن الاتحاد في الأحداث التي أدت إلى الحرب الأهلية.

## توأمة
لكولومبيا (كارولاينا الجنوبية) اتفاقيات توأمة مع كل من:
- كايسرسلاوترن (2000 - )
- كلوج نابوكا
- تشيليابنسك (1995 - )[13]
- بلوفديف [14]
- أكرا

## أعلام
- كيلسي شو
- لي يونغ
- مايك كولتر
- انجي ستون
- جورج ستني
- ماي يونغ
- يونغ جيزي
- إليانور جاي جيبسون
- توماس كوبر
- جيمس بيرنز
- جيمس ديكي